# Champions olympiques allemands
Liste des sportifs allemands (par sport et par chronologie) médaillés d'or lors des Jeux olympiques d'été et d'hiver, à titre individuel ou par équipe, de 1896 à 2008.

## Jeux olympiques d'été

### Athlétisme
| Nom               | Discipline(s)         | Année(s) |
| Lina Radke        | 800 m (F)             | 1928     |
| Hans Woellke      | Lancer du poids (H)   | 1936     |
| Gisela Mauermayer | Lancer du disque (F)  | 1936     |
| Karl Hein         | Lancer du marteau (H) | 1936     |
| Gerhard Stöck     | Lancer du javelot (H) | 1936     |
| Tilly Fleischer   | Lancer du javelot (F) | 1936     |
| Dieter Baumann    | 5 000 m (H)           | 1992     |
| Heike Drechsler   | Saut en longueur (F)  | 1992     |
| Heike Henkel      | Saut en hauteur (F)   | 1992     |
| Silke Renk        | Lancer du javelot (F) | 1992     |
| Lars Riedel       | Lancer du disque (H)  | 1996     |
| Astrid Kumbernuss | Lancer du poids (F)   | 1996     |
| Ilke Wyludda      | Lancer du disque (F)  | 1996     |
| Nils Schumann     | 800 m (H)             | 2000     |
| Heike Drechsler   | Saut en longueur (F)  | 2000     |
| Robert Harting    | Lancer du disque (H)  | 2012     |
| Robert Harting    | Lancer du disque (H)  | 2016     |
| Thomas Röhler     | Lancer de javelot (H) | 2016     |
| Malaika Mihambo   | Saut en longueur (F)  | 2020     |

### Aviron
| Nom | Discipline(s)           | Année(s) |
| Gustav Goßler, Oskar Goßler, Walter Katzenstein, Waldemar Tietgens, Carl Goßler                                                                   | Quatre avec barreur (H) | 1900     |
| Albert Arnheiter, Hermann Wilker, Rudolf Fickeisen, Otto Fickeisen, Karl Leister                                                                  | Quatre avec barreur (H) | 1912     |
| Bruno Müller, Kurt Moeschter | Deux sans barreur (H)   | 1928     |
| Hans Eller, Horst Hoeck, Walter Meyer, Joachim Spremberg, Karl Heinz Newmann                                                                      | Quatre avec barreur (H) | 1932     |
| Gustav Schäfer | Skiff (H)               | 1936     |
| Willi Eichhorn, Hugo Strauß | Deux sans barreur (H)   | 1936     |
| Gerhard Gustmann, Herbert Adamski, Dieter Arend                                                                                                   | Deux avec barreur (H)   | 1936     |
| Rudolf Eckstein, Anton Rom, Martin Karl, Wilhelm Menne                                                                                            | Quatre sans barreur (H) | 1936     |
| Hans Maier, Walter Volle, Ernst Gaber, Paul Söllner, Fritz Bauer                                                                                  | Quatre avec barreur (H) | 1936     |
| Thomas Lange | Skiff (H)               | 1992     |
| Andreas Hajek, Michael Steinbach, Stephan Volkert, Andre Willms                                                                                   | Quatre de couple (H)    | 1992     |
| Kerstin Koppen, Kathrin Boron | Deux de couple (F)      | 1992     |
| Sybille Schmidt, Birgit Peter, Kerstin Müller, Kristina Mundt                                                                                     | Quatre de couple (F)    | 1992     |
| Katrin Rutschow-Stomporowski, Jana Sorgers, Kerstin Koppen, Kathrin Boron                                                                         | Quatre de couple (F)    | 1996     |
| Andreas Hajek, Stephan Volkert, André Steiner, Andre Willms                                                                                       | Quatre de couple (H)    | 1996     |
| Kathrin Boron, Jana Thieme | Deux de couple (F)      | 2000     |
| Kerstin Kowalski, Meike Evers, Manuela Lutze, Manja Kowalski                                                                                      | Quatre de couple (F)    | 2000     |
| Katrin Rutschow-Stomporowski | Skiff (F)               | 2004     |
| Kathrin Boron, Meike Evers, Manuela Lutze, Kerstin El Qalqili                                                                                     | Quatre de couple (F)    | 2004     |
| Filip Adamski, Andreas Kuffner, Eric Johannesen, Maximilian Reinelt, Richard Schmidt, Lukas Müller, Florian Mennigen, Kristof Wilke, Martin Sauer | Huit hommes             | 2012     |
| Karl Schulze, Philipp Wende, Lauritz Schoof, Tim Grohmann                                                                                         | Quatre de couple (H)    | 2012     |
| Annekatrin Thiele, Carina Bär, Julia Lier, Lisa Schmidla                                                                                          | Quatre de couple (F)    | 2016     |
| Philipp Wende, Lauritz Schoof, Karl Schulze, Hans Gruhne                                                                                          | Quatre de couple (H)    | 2016     |

### Beach-volley
| Nom                            | Discipline(s) | Année(s) |
| Julius Brink, Jonas Reckermann | Tournoi (H)   | 2012     |
| Laura Ludwig, Kira Walkenhorst | Tournoi (F)   | 2016     |

### Boxe
| Nom           | Discipline(s)                     | Année(s) |
| Willy Kaiser  | Poids mouche Moins de 50,8 kg (H) | 1936     |
| Herbert Runge | Poids lourd Plus de 79,38 kg (H)  | 1936     |
| Andreas Tews  | Poids plume Moins de 57 kg (H)    | 1992     |
| Torsten May   | Poids mi-lourd Moins de 81 kg (H) | 1992     |

### Canoë-Kayak
| Nom                                                                     | Discipline(s)      | Année(s)   |
| Ernst Krebs                                                             | K-1 - 10 000 m (H) | 1936       |
| Paul Wevers, Ludwig Landen                                              | K-2 - 10 000 m (H) | 1936       |
| Kay Bluhm, Torsten Gutsche                                              | K-2 - 500 m (H)    | 1992       |
| Kay Bluhm, Torsten Gutsche                                              | K-2 - 1 000 m (H)  | 1992       |
| Mario von Appen, Oliver Kegel, Thomas Reineck, André Wohllebe           | K-4 - 1 000 m (H)  | 1992       |
| Ulrich Papke, Ingo Spelly                                               | C-2 - 1 000 m (H)  | 1992       |
| Birgit Fischer                                                          | K-1 - 500 m (F)    | 1992       |
| Ramona Portwich, Anke von Seck                                          | K-2 - 500 m (F)    | 1992       |
| Elisabeth Micheler-Jones                                                | Slalom K-1 (F)     | 1992       |
| Kay Bluhm, Torsten Gutsche                                              | K-2 - 500 m (H)    | 1996       |
| Thomas Reineck, Olaf Winter, Detlef Hofmann, Mark Zabel                 | K-4 - 1 000 m (H)  | 1996       |
| Gunar Kirchbach, Andreas Dittmer                                        | C-2 - 1 000 m (H)  | 1996       |
| Anett Schuck, Birgit Fischer, Manuela Mucke, Ramona Portwich            | K-4 - 500 m (F)    | 1996       |
| Oliver Fix                                                              | Slalom K-1 (H)     | 1996       |
| Andreas Dittmer                                                         | C-1 1 000 m (H)    | 2000       |
| Birgit Fischer, Katrin Wagner                                           | K-2 - 500 m (F)    | 2000       |
| Birgit Fischer, Manuela Mucke, Anett Schuck, Katrin Wagner              | K-4 - 500 m (F)    | 2000       |
| Thomas Schmidt                                                          | Slalom K-1 (H)     | 2000       |
| Andreas Dittmer                                                         | C-1 - 500 m (H)    | 2004       |
| Christian Gille, Tomasz Wylenzek                                        | C-2 - 1 000 m (H)  | 2004       |
| Ronald Rauhe, Tim Wieskötter                                            | K-2 - 500 m (H)    | 2004       |
| Birgit Fischer, Maike Nollen, Katrin Wagner, Carolin Leonhardt          | K-4 - 500 m (F)    | 2004       |
| Martin Hollstein, Andreas Ihle                                          | K-2 - 1 000 m (H)  | 2008       |
| Fanny Fischer, Nicole Reinhardt, Katrin Wagner-Augustin, Conny Wassmuth | K-4 - 500 m (F)    | 2008       |
| Alexander Grimm                                                         | Slalom K-1 (H)     | 2008       |
| Sebastian Brendel                                                       | C1 - 1 000 m (H)   | 2012, 2016 |
| Peter Kretschmer, Kurt Kuschela                                         | C2 - 1 000 m (H)   | 2012       |
| Franziska Weber, Tina Dietze                                            | K2 - 500 m (F)     | 2012       |
| Max Rendschmidt, Marcus Gross                                           | K2 - 1 000 m (H)   | 2016       |
| Sebastian Brendel, Jan Vandrey                                          | C2 - 1 000 m (H)   | 2016       |
| Max Rendschmidt, Tom Liebscher, Max Hoff, Marcus Gross                  | K4 - 1 000 m (H)   | 2016       |
| Ricarda Funk                                                            | Slalom K1 (F)      | 2020       |
| Max Lemke, Tom Liebscher, Ronald Rauhe, Max Rendschmidt                 | K4 - 500 m (H)     | 2020       |

### Cyclisme

#### Cyclisme sur piste
| Nom                                                                          | Discipline(s)              | Année(s) |
| Toni Merkens                                                                 | Vitesse individuelle (H)   | 1936     |
| Ernst Ihbe, Carl Lorenz                                                      | Tandem (H)                 | 1936     |
| Ernst Streng, Lothar Claesges, Karlheinz Henrichs, Karl Link                 | Poursuite par équipes (H)  | 1964     |
| Günther Schumacher, Jürgen Colombo, Günter Haritz, Udo Hempel                | Poursuite par équipes (H)  | 1972     |
| Gregor Braun, Hans Lutz, Günther Schumacher, Peter Vonhof                    | Poursuite par équipes (H)  | 1976     |
| Gregor Braun                                                                 | Poursuite individuelle (H) | 1976     |
| Fredy Schmidtke                                                              | Kilomètre (H)              | 1984     |
| Petra Roßner                                                                 | Poursuite individuelle (F) | 1992     |
| Stefan Steinweg, Andreas Walzer, Guido Fulst, Michael Glöckner, Jens Lehmann | Poursuite par équipes (H)  | 1992     |
| Jens Fiedler                                                                 | Vitesse individuelle (H)   | 1992     |
| Jens Fiedler                                                                 | Vitesse individuelle (H)   | 1996     |
| Robert Bartko                                                                | Poursuite individuelle (H) | 2000     |
| Guido Fulst, Robert Bartko, Daniel Becke, Jens Lehmann                       | Poursuite par équipe (H)   | 2000     |
| Jens Fiedler, Stefan Nimke, René Wolff                                       | Vitesse par équipe (H)     | 2004     |
| Kristina Vogel, Miriam Welte                                                 | Vitesse par équipes (F)    | 2012     |
| Kristina Vogel                                                               | Vitesse individuelle (F)   | 2016     |
| Franziska Brauße, Lisa Brennauer, Lisa Klein, Mieke Kröger                   | Poursuite par équipe (F)   | 2020     |

#### Cyclisme sur route
| Nom                                                       | Discipline(s)         | Année(s) |
| Michael Rich, Bernd Dittert, Christian Meyer, Uwe Peschel | 100 km par équipe (H) | 1992     |
| Jan Ullrich                                               | Course en ligne (H)   | 2000     |

#### VTT
| Nom          | Discipline(s)     | Année(s) |
| Sabine Spitz | Cross-country (F) | 2008     |

### Équitation
| Nom | Discipline(s)               | Année(s) |
| Carl Freiherr von Langen et Draufgänger | Dressage                    | 1928     |
| Carl Freiherr von Langen et Draufgänger, Hermann Linkenbach et Gimpel, Eugen Freiherr von Lotzbeck et Caracalla                                           | Dressage par équipe         | 1928     |
| Heinz Pollay et Kronos | Dressage                    | 1936     |
| Ludwig Stubbendorf et Nurmi | Concours complet            | 1936     |
| Kurt Hasse et Tora | Saut d'obstacles            | 1936     |
| Heinz Pollay et Kronos, Friedrich Gerhard et Absinth Hermann von Oppeln-Bronikowski et Gimpel                                                             | Dressage par équipe         | 1936     |
| Ludwig Stubbendorf et Nurmi, Rudolf Lippert et Fasan, Konrad Freiherr von Wangenheim et Kurfürst                                                          | Concours complet par équipe | 1936     |
| Kurt Hasse et Tora, Marten von Barnekow et Nordland, Heinz Brandt et Alchimist                                                                            | Saut d'obstacles par équipe | 1936     |
| Nicole Uphoff et Rembrandt | Dressage                    | 1992     |
| Klaus Balkenhol et Goldstern, Nicole Uphoff et Rembrandt, Monica Theodorescu et Grunox, Isabell Werth et Gigolo                                           | Dressage par équipe         | 2008     |
| Ludger Beerbaum et Classic Touch | Saut d'obstacles            | 2008     |
| Isabell Werth et Gigolo | Dressage                    | 2008     |
| Klaus Balkenhol et Goldstern, Martin Schaudt et Durgo, Monica Theodorescu et Grunox, Isabell Werth et Gigolo                                              | Dressage par équipe         | 2008     |
| Ulrich Kirchhoff et Jus De Pommes | Saut d'obstacles            | 2008     |
| Franke Sloothaak et Joly Coeur, Lars Nieberg et For Pleasure, Ulrich Kirchhoff et Jus De Pommes, Ludger Beerbaum et Ratina Z                              | Saut d'obstacles par équipe | 2008     |
| Isabell Werth et Gigolo, Nadine Capellmann et Farbenfroh, Ulla Salzgeber et Rusty, Alexandra Simons de Ridder et Chacomo                                  | Dressage par équipe         | 2000     |
| Ludger Beerbaum et Goldfever 3, Lars Nieberg et Esprit FRH, Marcus Ehning et For Pleasure, Otto Becker et Dobels Cento                                    | Saut d'obstacles par équipe | 2000     |
| Heike Kemmer et Bonaparte, Hubertus Schmidt et Wansuela Suerte, Martin Schaudt et Weltall, Ulla Salzgeber et Rusty                                        | Dressage par équipe         | 2004     |
| Heike Kemmer et Bonaparte, Nadine Capellmann et Elvis Va, Isabell Werth et Satchmo                                                                        | Dressage par équipe         | 2008     |
| Hinrich Romeike et Marius | Concours complet            | 2008     |
| Peter Thomsen et The Ghost of Hamish, Frank Ostholt et Mr. Medicott, Andreas Dibowski et Butts Leon, Ingrid Klimke et Abraxxas, Hinrich Romeike et Marius | Concours complet par équipe | 2008     |
| Peter Thomsen et Barny, Dirk Schrade et King Artus, Ingrid Klimke et Butts Abraxxas, Sandra Auffarth et Opgun Louvo, Michael Jung et Sam FBW              | Concours complet par équipe | 2012     |
| Michael Jung et Sam FBW | Concours complet individuel | 2012     |
| Michael Jung et Sam FBW | Concours complet individuel | 2016     |
| Kristina Bröring-Sprehe et Desperados, Sönke Rothenberger et Cosmo, Dorothee Schneider et Sezuan, Isabell Werth et Weihegold OLD                          | Dressage par équipes        | 2016     |
| Jessica von Bredow-Werndl et TSF Dalera | Dressage individuel         | 2020     |
| Julia Krajewski et Amande de B'Neville | Concours complet individuel | 2020     |
| Dorothee Schneider et Showtime FRH, Isabell Werth et Bella Rose 2, Jessica von Bredow-Werndl et TSF Dalera                                                | Dressage par équipe         | 2020     |

### Escrime
| Nom                                                                              | Discipline(s)          | Année(s) |
| Helene Mayer                                                                     | Fleuret (F)            | 1928     |
| Elmar Borrmann, Robert Felisiak, Arnd Schmitt, Uwe Proske, Vladimir Reznitchenko | Épée par équipe (H)    | 1992     |
| Udo Wagner, Ulrich Schreck, Thorsten Weidner, Alexander Koch, Ingo Weissenborn   | Fleuret par équipe (H) | 1992     |
| Britta Heidemann                                                                 | Épée (F)               | 2008     |
| Benjamin Kleibrink                                                               | Fleuret (H)            | 2008     |

### Football
| Nom | Discipline(s) | Année(s) |
| Saskia Bartusiak, Melanie Behringer, Laura Benkarth, Sara Däbritz, Lena Goeßling,Josephine Henning, Svenja Huth, Mandy Islacker, Tabea Kemme, Isabel Kerschowski, Annike Krahn, Simone Laudehr, Melanie Leupolz, Leonie Maier, Dzsenifer Marozsán, Anja Mittag, Babett Peter, Alexandra Popp, Almuth Schult | Tournoi (F)   | 2016     |

### Gymnastique

#### Gymnastique artistique
| Nom | Discipline(s)                   | Année(s) |
| Alfred Flatow | Barres parallèles (H)           | 1896     |
| Fritz Hofmann, Conrad Böcker, Alfred Flatow, Gustav Flatow, Hilmar Georg, Manteuffel Fritz, Neukirch Karl, Rostel Richard, Schuft Gustav, Carl Schuhmann, Hermann Weingärtner  | Barres parallèles par équipe    | 1896     |
| Hermann Weingärtner | Barre fixe (H)                  | 1896     |
| Fritz Hoffmann, Conrad Böcker, Alfred Flatow, Gustav Flatow, Hilmar Georg, Manteuffel Fritz, Neukirch Karl, Rostel Richard, Schuft Gustav, Carl Schuhmann, Hermann Weingärtner | Barre fixe par équipe           | 1896     |
| Carl Schuhmann | Saut de cheval (H)              | 1896     |
| Alfred Schwarzmann | Concours général individuel (H) | 1936     |
| Alfred Schwarzmann | Saut de cheval (H)              | 1936     |
| Alfred Schwarzmann, Konrad Frey, Matthias Volz, Willi Stadel, Franz Beckert, Walter Steffens, Innozenz Stangl, Ernst Winter                                                    | Concours général par équipe (H) | 1936     |
| Konrad Frey | Barres parallèles (F)           | 1936     |
| Konrad Frey | Cheval d'arçons (H)             | 1936     |
| Anita Bärwirth, Erna Bürger, Isolde Frölian, Friedl Iby, Trudi Meyer, Paula Pöhlsen, Julie Schmitt, Käthe Sohnemann                                                            | Concours général par équipe (F) | 1936     |
| Andreas Wecker | Barre fixe (H)                  | 1996     |
| Fabian Hambüchen | Barre fixe (H)                  | 2016     |

#### Trampoline
| Nom            | Discipline(s)  | Année(s) |
| Anna Dogonadze | Individuel (F) | 2004     |

### Haltérophilie
| Nom                | Discipline(s)                         | Année(s) |
| Kurt Helbig        | Poids léger Moins de 67,5 kg (H)      | 1928     |
| Josef Strassberger | Poids lourd Plus de 82,5 kg (H)       | 1928     |
| Rudolf Ismayr      | Poids moyen Moins de 75 kg (H)        | 1932     |
| Josef Manger       | Poids lourd Plus de 82,5 kg (H)       | 1936     |
| Ronny Weller       | Poids lourd Moins de 110 kg (H)       | 1992     |
| Matthias Steiner   | Poids super-welter Plus de 105 kg (H) | 2008     |

### Handball
| Nom | Discipline(s) | Année(s) |
| Willi Bandholz, Wilhelm Baumann, Helmut Berthold, Helmut Braselmann, Wilhelm Brinkmann, Georg Dascher, Kurt Dossin, Fritz Fromm, Hermann Hansen, Erich Herrmann, Heinrich Keimig, Hans Keiter, Alfred Klingler, Arthur Knautz, Heinz Körvers, Karl Kreutzberg, Wilhelm Müller, Günther Ortmann, Edgar Reinhardt, Fritz Spengler, Rudolf Stahl, Hans Theilig | Tournoi (H)   | 1936     |

### Hockey sur gazon
| Nom | Discipline(s) | Année(s) |
| Michael Knauth, Christopher Reitz, Carsten Fischer, Jan-Peter Tewes, Volker Fried, Klaus Michler, Andreas Keller, Michael Metz, Christian Blunck, Sven Meinhardt, Michael Hilgers, Andreas Becker, Stefan Saliger, Stefan Tewes, Christian Mayerhöfer, Oliver Kurtz | Tournoi (H)   | 1992     |
| Tina Bachmann, Denise Klecker, Mandy Haase, Nadine Ernsting-Krienke, Caroline Casaretto, Natascha Keller, Silke Müller, Marion Rodewald, Heike Lätzsch, Fanny Rinne, Louisa Walter, Anke Kühn, Badri Latif, Julia Zwehl, Sonja Lehmann, Franziska Gude              | Tournoi (F)   | 2004     |
| Sebastian Biederlack, Moritz Fürste, Tobias Hauke, Florian Keller, Oliver Korn, Niklas Meinert, Maximilian Müller, Juan Carlos Nevado, Max Weinhold, Tibor Weißenborn, Benjamin Weß, Timo Weß, Philip Witte, Matthias Witthaus, Christopher Zeller, Philipp Zeller  | Tournoi (H)   | 2008     |
| Maximilian Müller, Martin Haner, Oskar Deecke, Christopher Wesley, Moritz Fürste, Tobias Hauke, Jan-Philipp Rabente, Benjamin Wess, Timo Wess, Oliver Korn, Christopher Zeller, Max Weinhold, Matthias Witthaus, Florian Fuchs, Philipp Zeller, Thilo Stralkowski   | Tournoi (H)   | 2012     |

### Judo
| Nom            | Discipline(s)                     | Année(s) |
| Udo Quellmalz  | Poids mi-léger Moins de 66 kg (H) | 1996     |
| Yvonne Bönisch | Poids léger Moins de 57 kg (F)    | 2004     |
| Ole Bischof    | Poids mi-moyen Moins de 81 kg (H) | 2008     |

### Lutte
| Nom                 | Discipline(s)                                          | Année(s) |
| Carl Schuhmann      | Lutte gréco-romaine                                    | 1896     |
| Kurt Leucht         | Lutte gréco-romaine Poids coq, moins de 58 kg (H)      | 1928     |
| Jakob Brendel       | Lutte gréco-romaine Poids coq, moins de 56 kg (H)      | 1932     |
| Maik Bullmann       | Lutte gréco-romaine Poids mi-lourd, moins de 90 kg (H) | 1992     |
| Aline Rotter-Focken | Lutte libre Moins de 76 kg (F)                         | 2020     |

### Natation
| Nom                                                                            | Discipline(s)         | Année(s) |
| Ernst Hoppenberg                                                               | 200 m dos (H)         | 1900     |
| Max Hainle, Max Schöne, Julius Frey, Herbert von Petersdorff, Ernst Hoppenberg | 200 m par équipe (H)  | 1900     |
| Emil Rausch                                                                    | 880 yd nage libre (H) | 1904     |
| Emil Rausch                                                                    | 1 mile nage libre     | 1904     |
| Walter Brack                                                                   | 100 yd dos (H)        | 1904     |
| Georg Zacharias                                                                | 440 yd brasse (H)     | 1904     |
| Arno Bieberstein                                                               | 100 m dos (H)         | 1908     |
| Walter Bathe                                                                   | 200 m brasse (H)      | 1912     |
| Walter Bathe                                                                   | 400 m brasse (H)      | 1912     |
| Hilde Schrader                                                                 | 200 m brasse (F)      | 1928     |
| Dagmar Hase                                                                    | 400 m nage libre (F)  | 1992     |
| Britta Steffen                                                                 | 50 m nage libre (F)   | 2008     |
| Britta Steffen                                                                 | 100 m nage libre (F)  | 2008     |
| Florian Wellbrock                                                              | 10 km (H)             | 2020     |

### Pentathlon moderne
| Nom               | Discipline(s)  | Année(s) |
| Gotthard Handrick | Individuel (H) | 1936     |
| Lena Schöneborn   | Individuel (F) | 2008     |

### Plongeon
| Nom           | Discipline(s)      | Année(s) |
| Albert Zürner | Tremplin à 3 m (H) | 1908     |
| Paul Günther  | Tremplin à 3 m (H) | 1912     |

### Tennis
| Nom                                 | Discipline(s) | Année(s) |
| Dorothea Köring Heinrich Schomburgk | Double (M)    | 1912     |
| Boris Becker Michael Stich          | Double (H)    | 1992     |
| Alexander Zverev                    | Simple (H)    | 2020     |

### Tir
| Nom                | Discipline(s)                  | Année(s) |
| Cornelius van Oyen | Pistolet feu rapide à 25 m (H) | 1936     |
| Michael Jakosits   | Cible mobile 10 m (H)          | 1992     |
| Ralf Schumann      | Pistolet 25 m tir rapide (H)   | 1992     |
| Christian Klees    | Carabine 50 m tir couché (H)   | 1996     |
| Ralf Schumann      | Pistolet 25 m tir rapide (H)   | 1996     |
| Ralf Schumann      | Pistolet 25 m tir rapide (H)   | 2004     |
| Manfred Kurzer     | Cible mobile 10 m (H)          | 2004     |
| Barbara Engleder   | Carabine 50 m 3 positions (F)  | 2016     |
| Henri Junghänel    | Carabine 50 m tir couché (H)   | 2016     |
| Christian Reitz    | Pistolet 25 m tir rapide (H)   | 2016     |

### Triathlon
| Nom         | Discipline(s)  | Année(s) |
| Jan Frodeno | Individuel (H) | 2008     |

### Voile
| Nom                                                        | Discipline(s) | Année(s) |
| Georg Naue, Heinrich Peters, Ottokar Weise, Martin Wiesner | 1-2t Mixte    | 1900     |
| Peter Bischoff, Hans-Joachim Weise                         | Star class    | 1936     |
| Thomas Flach, Bernd Jäkel, Jochen Schümann                 | Soling        | 1996     |

### Water polo
| Nom | Discipline(s) | Année(s) |
| Erich Rademacher, Fritz Gunst, Otto Cordes, Emil Benecke, Karl Bähre, Joachim Rademacher, Max Amann, Johannes Blank | Tournoi (H)   | 1928     |

## Jeux olympiques d'hiver

### Biathlon
| Noms                                                     | Discipline(s)     | Année(s) |
| Mark Kirchner                                            | Sprint (H)        | 1992     |
| Ricco Groß, Jens Steinigen, Mark Kirchner, Fritz Fischer | Relais (H)        | 1992     |
| Antje Misersky                                           | Individuel (F)    | 1992     |
| Ricco Groß, Frank Luck, Mark Kirchner, Sven Fischer      | Relais (H)        | 1994     |
| Ricco Groß, Peter Sendel, Sven Fischer, Frank Luck       | Relais (H)        | 1998     |
| Uschi Disl, Martina Zellner, Katrin Apel, Petra Behle    | Relais (F)        | 1998     |
| Kati Wilhelm                                             | Sprint (F)        | 2002     |
| Andrea Henkel                                            | Individuel (F)    | 2002     |
| Katrin Apel, Uschi Disl, Andrea Henkel, Kati Wilhelm     | Relais (F)        | 2002     |
| Michael Greis                                            | Individuel (H)    | 2006     |
| Sven Fischer                                             | Sprint (H)        | 2006     |
| Michael Greis                                            | Départ groupé (H) | 2006     |
| Sven Fischer, Michael Greis, Ricco Gross, Michael Rösch  | Relais (H)        | 2006     |
| Kati Wilhelm                                             | Poursuite (F)     | 2006     |
| Magdalena Neuner                                         | Poursuite (F)     | 2010     |
| Magdalena Neuner                                         | Départ groupé (F) | 2010     |
| Laura Dahlmeier                                          | Sprint (F)        | 2018     |
| Laura Dahlmeier                                          | Poursuite (F)     | 2018     |
| Arnd Peiffer                                             | Sprint (H)        | 2018     |
| Denise Herrmann                                          | Individuel (F)    | 2022     |

### Bobsleigh
| Noms                                                                | Discipline(s)    | Année(s) |
| Andreas Ostler, Lorenz Nieberl                                      | Bob à deux (H)   | 1952     |
| Andreas Ostler, Friedrich Kuhn, Lorenz Nieberl, Franz Kemser        | Bob à quatre (H) | 1952     |
| Harald Czudaj, Karsten Brannasch, Olaf Hampel, Alexander Szelig     | Bob à quatre (H) | 1994     |
| Christoph Langen, Markus Zimmermann, Marco Jakobs, Olaf Hampel      | Bob à quatre (H) | 1998     |
| Christoph Langen, Markus Zimmerman                                  | Bob à deux (H)   | 2002     |
| Andre Lange, Enrico Kuehn, Kevin Kuske, Carsten Embach              | Bob à quatre (H) | 2002     |
| Andre Lange, Kevin Kuske                                            | Bob à deux (H)   | 2006     |
| Andre Lange, Rene Hoppe, Kevin Kuske, Martin Putze                  | Bob à quatre (H) | 2006     |
| Sandra Kiriasis, Anja Schneiderheinze                               | Bob à deux (F)   | 2006     |
| André Lange, Kevin Kuske                                            | Bob à deux (H)   | 2010     |
| Francesco Friedrich, Thorsten Margis                                | Bob à deux (H)   | 2018     |
| Mariama Jamanka, Lisa Buckwitz                                      | Bob à deux (F)   | 2018     |
| Francesco Friedrich, Candy Bauer, Martin Grothkopp, Thorsten Margis | Bob à quatre (H) | 2018     |
| Francesco Friedrich, Thorsten Margis                                | Bob à deux (H)   | 2022     |

### Combiné nordique
| Noms                                                          | Discipline(s)           | Année(s) |
| Georg Hettich                                                 | Individuel (H)          | 2006     |
| Eric Frenzel                                                  | Tremplin normal (H)     | 2014     |
| Eric Frenzel                                                  | Tremplin normal (H)     | 2018     |
| Johannes Rydzek                                               | Grand tremplin (H)      | 2018     |
| Vinzenz Geiger, Fabian Riessle, Eric Frenzel, Johannes Rydzek | Concours par équipe (H) | 2018     |
| Vinzenz Geiger                                                | Tremplin normal (H)     | 2022     |

### Luge
| Noms                                                             | Discipline(s)     | Année(s) |
| Steffan Krauße, Jan Behrendt                                     | Double (H)        | 1992     |
| Georg Hackl                                                      | Simple (H)        | 1992     |
| Georg Hackl                                                      | Simple (H)        | 1994     |
| Georg Hackl                                                      | Simple (H)        | 1994     |
| Steffan Krauße, Jan Behrendt                                     | Double (H)        | 1998     |
| Silke Kraushaar                                                  | Simple (F)        | 1998     |
| Patric-Fritz Leitner, Alexander Resch                            | Double (H)        | 2002     |
| Sylke Otto                                                       | Simple (F)        | 2002     |
| Sylke Otto                                                       | Simple (F)        | 2006     |
| Felix Loch                                                       | Simple (H)        | 2010     |
| Felix Loch                                                       | Simple (H)        | 2014     |
| Tatjana Hüfner                                                   | Simple (F)        | 2010     |
| Natalie Geisenberger, Felix Loch, Tobias Arlt, Tobias Wendl      | Relais (M)        | 2014     |
| Natalie Geisenberger                                             | Simple (F)        | 2014     |
| Natalie Geisenberger                                             | Simple (F)        | 2018     |
| Natalie Geisenberger                                             | Simple (F)        | 2022     |
| Tobias Wendl, Tobias Arlt                                        | Double (H)        | 2014     |
| Tobias Wendl, Tobias Arlt                                        | Double (H)        | 2018     |
| Tobias Wendl, Tobias Arlt                                        | Double (H)        | 2022     |
| Natalie Geisenberger, Johannes Ludwig, Tobias Arlt, Tobias Wendl | Relais pas équipe | 2018     |
| Natalie Geisenberger, Johannes Ludwig, Tobias Arlt, Tobias Wendl | Relais pas équipe | 2022     |
| Johannes Ludwig                                                  | Simple (H)        | 2022     |

### Patinage artistique
| Noms                           | Discipline(s) | Année(s) |
| Anna Hubler, Heinrich Burger   | Couples       | 1908     |
| Maxi Herber, Ernst Baier       | Couples       | 1936     |
| Ria Falk, Paul Falk            | Couples       | 1952     |
| Aljona Savchenko, Bruno Massot | Couples       | 2018     |

### Patinage de vitesse
| Noms                                                                            | Discipline(s)            | Année(s) |
| Uwe-Jens Mey                                                                    | 500 m (H)                | 1992     |
| Olaf Zinke                                                                      | 1 000 m (H)              | 1992     |
| Jacqueline Börner                                                               | 1 500 m (F)              | 1992     |
| Gunda Niemann                                                                   | 3 000 m (F)              | 1992     |
| Gunda Niemann                                                                   | 5 000 m (F)              | 1992     |
| Claudia Pechstein                                                               | 5 000 m (F)              | 1994     |
| Gunda Niemann                                                                   | 3 000 m (F)              | 1998     |
| Claudia Pechstein                                                               | 5 000 m (F)              | 1998     |
| Anni Friesinger                                                                 | 1 500 m (F)              | 2002     |
| Claudia Pechstein                                                               | 3 000 m (F)              | 2002     |
| Claudia Pechstein                                                               | 5 000 m (F)              | 2002     |
| Daniela Anschütz-Thoms, Anni Friesinger, Claudia Pechstein                      | Poursuite par équipe (F) | 2006     |
| Daniela Anschütz-Thoms, Stephanie Beckert, Anni Friesinger, Katrin Mattscherodt | Pourquite par équipe (F) | 2010     |

### Saut à ski
| Noms                 | Discipline(s)  | Année(s) |
| Christopher Grotheer | Individuel (H) | 2022     |
| Hannah Neise         | Individuel (F) | 2022     |

### Skeleton
| Noms                                                           | Discipline(s)           | Année(s) |
| Jens Weissflog                                                 | Grand tremplin (H)      | 1994     |
| Hansjörg Jäkle, Christof Duffner, Dieter Thoma, Jens Weissflog | Concours par équipe (H) | 1994     |
| Sven Hannawald, Stephan Hocke, Michael Uhrmann, Martin Schmitt | Concours par équipe (H) | 2002     |
| Carina Vogt                                                    | Tremplin normal (F)     | 2014     |
| Andreas Wank, Marinus Kraus, Andreas Wellinger, Severin Freund | Concours par équipe (H) | 2014     |
| Andreas Wellinger                                              | Tremplin normal (H)     | 2018     |

### Ski alpin
| Noms                | Discipline(s)      | Année(s) |
| Franz Pfnür         | Combiné (H)        | 1936     |
| Christl Cranz       | Combiné (F)        | 1936     |
| Markus Wasmeier     | Slalom géant (H)   | 1994     |
| Markus Wasmeier     | Super G (H)        | 1994     |
| Katja Seizinger     | Descente (F)       | 1994     |
| Katja Seizinger     | Descente (F)       | 1998     |
| Katja Seizinger     | Combiné (F)        | 1998     |
| Hilde Gerg          | Slalom spécial (F) | 1998     |
| Maria Höfl-Riesch   | Super-combiné (F)  | 2010     |
| Maria Höfl-Riesch   | Slalom (F)         | 2010     |
| Maria Höfl-Riesch   | Super combiné (F)  | 2014     |
| Viktoria Rebensburg | Slalom géant (F)   | 2010     |

### Ski de fond
| Noms                                                                 | Discipline(s)         | Année(s) |
| Manuela Henkel, Viola Bauer, Claudia Künzel, Evi Sachenbacher Stehle | Relais (F)            | 1992     |
| Evi Sachenbacher-Stehle, Claudia Nystad                              | Sprint par équipe (F) | 2010     |
| Katharina Hennig, Victoria Carl                                      | Sprint par équipe (F) | 2022     |

### Snowboard
| Noms         | Discipline(s) | Année(s) |
| Nicola Thost | Halfpipe (F)  | 1998     |